# アン・グットマン
アン・グットマン（Anne Gutman、1970年 - ）は、フランスの絵本作家。パリ生まれ。
小説家だった父の影響で、絵本の創作を志す。デザイナーとして長らく出版社に籍を置き、そこで出会ったゲオルク・ハレンスレーベンと結婚、2人の女児をもうける。以後、ゲオルクのアドバイスから作家に転向し、彼と共に絵本を製作。主に文章と装幀を担当。
2匹の架空の動物を主人公にした「リサとガスパール」シリーズで有名。代表作は他に、コアラの女の子が主人公の「ペネロペ」シリーズがある。2006年には、『うっかりペネロペ』のタイトルでアニメ化された。

## 作品
特に記述が無い場合、画はゲオルク・ハレンスレーベンが担当。
- 『夜になると』訳：今江 祥智/2005年12月発行/出版：ビーエル出版

赤ちゃん絵本 シリーズ 出版：講談社
- 『なんてなくの？』2002年5月 発行
- 『いいこいいこ』2002年5月 発行
- 『パパ あそぼうよ』2002年5月 発行

リサとガスパール シリーズ　訳：石津ちひろ/出版：ブロンズ新社
- 『リサ ひこうきにのる』2000年9月 発行
- 『リサとガスパールのクリスマス』2000年9月 発行
- 『リサ ニューヨークへいく』2001年1月 発行 発行
- 『リサとガスパールのローラーブレード』2001年1月 発行
- 『ガスパール びょういんへいく』2001年9月 発行
- 『リサのこわいゆめ』2001年9月 発行
- 『リサとガスパールのはくぶつかん』2001年11月 発行
- 『リサのいもうと』2001年11月 発行
- 『リサのおうち』2002年5月 発行
- 『リサとガスパールのであい』2002年5月 発行
- 『リサ ジャングルへいく』2002年11月 発行
- 『ガスパール こいぬをかう』2002年11月 発行
- 『ガスパール うみへいく』2003年5月 発行
- 『リサ れっしゃにのる』2003年7月 発行
- 『リサとガスパール たいくつないちにち』2004年2月 発行
- 『リサ かぜをひく』2004年10月 発行
- 『リサ ママへプレゼント』2006年3月 発行
- 『リサとガスパールのレストラン』2005年10月 発行
- 『リサのすてきなスカーフ』2006年6月 発行
- 『リサとガスパールのピクニック』2006年9月 発行
- 『リサとガスパール にほんへいく』2007年3月 発行
- 『リサ こねこをかう』2007年6月 発行
- 『リサとガスパールのちいさなともだち』2008年9月 発行
- 『リサとガスパール えいがにいく』2009年10月 発行
- 『リサとガスパール おたんじょうびおめでとう』2011年4月 発行
- 『リサとガスパール ゆうえんちへいく』2013年6月 発行
- 『リサとガスパールのしんがっき』2014年2月 発行
- 『ガスパールこいをする』2015年8月 発行

ことばあそびえほん
- 『おうちにあるものどんなもの』2001年5月 発行
- 『のりもの のりもの どんなもの』2001年5月 発行

おおがたえほん
- 『リサとガスパール デパートのいちにち』2003年11月 発行
- 『リサとガスパールのマジック・ショー』2005年3月 発行

料理ムック
- 『リサとガスパールのデザートブック』訳：山本ゆりこ/2005年7月 発行

ペネロペのしかけえほん シリーズ　訳：ひがし かずこ/出版：岩崎書店
- 『ペネロペ まきばへいく』2004年8月 発行
- 『ペネロペ ゆきあそびをする』2004年8月 発行
- 『ペネロペ ようちえんへいく』2004年8月 発行
- 『おやすみなさい ペネロペ』2004年8月 発行
- 『メリークリスマス、ペネロペ！』2005年10月 発行
- 『ペネロペ うみであそぶ』2006年5月 発行

ペネロペのおはなしえほん シリーズ　訳：ひがし かずこ/出版：岩崎書店
- 『ペネロペ ひとりでふくをきる』2005年1月 発行
- 『きょうはなにするの、ペネロペ』2005年1月 発行
- 『ペネロペ うみへいく』2005年2月 発行
- 『おなかすいたね、ペネロペ』2005年2月 発行
- 『ペネロペのおかいもの』2006年2月 発行
- 『ペネロペ かずをかぞえる』2006年2月 発行
- 『ペネロペといつもいっしょ』2006年11月 発行
- 『ペネロペ いろであそぶ』2006年11月 発行
- 『ペネロペ あいさつできるかな』2006年11月 発行